# Spermacoce squamosa
Spermacoce squamosa là một loài thực vật có hoa trong họ Thiến thảo. Loài này được (Griseb.) Kuntze miêu tả khoa học đầu tiên năm 1898.